# Keep of Kalessin
Keep Of Kalessin е блек метъл група от Тронхайм, Норвегия, формирана през 1993 г.

## История
Keep of Kalession започва като проект на Ghash и Obsidian C. под името ILDSKJÆR през 1993 г. Имат известен брой участия в Тронхайм, при които използват различни музиканти. По-късно към групата се присъединяват Vyl и Warach. Текстовете на групата са вдъхновени от книгите на Урсула Ле Гуин за Землемория. През пролетта на 1996 г. групата губи постоянното си място за репетиции и членовете ѝ се разделят за 5 – 6 месеца. След това се събират, за да запишат демо, което носи името Skygger av Sorg (на английски: Shadows of Sorrow, в превод: Сенки от скръб). Поради месеците на разделение демото не е на висота и не получава професионално представяне. Разпратено е до няколко списания и лейбъли. Въпреки това демото получава добри оценки последвани от договор с Avantgarde Music от Италия.
През лятото на 1997 г. се появява дебютният албум на групата Through times of war, който включва седем песни (в края на седмата песен след известна пауза има бонус наречен ...Itch...). През следващите две години групата има серия концерти в Норвегия, заедно с група Bloodthorn.
През 1999 г. издават нов албум Agnen. A journey through the dark, отново записан в студио Brygga в Тронхайм. В този албум групата леко се дистанцира от блек метъла и внася елементи от стиловете траш и дет метъл. Следващият им запис е кавър на песента Buried by Time and Dust, част от албума в почит на Mayhem. В този проект участват групи като Emperor, Gorgoroth и Dark Funeral.
През 2000 г. част от членовете на групата напускат по лични причини, но китариста и автор на песните Obsidian C. продължава да твори музика в същия стил и да се развива. Три години по-късно става част от Satyricon, работа, която го среща с барабаниста Frost. След като изслушва новите материали той се съгласява да участва в записите на нов EP. Турнето със Satyricon среща Obsidian C. с Attila Csihar, който също се съгласява да участва. Записът е пуснат в продажба през 2004 г. под името Reclaim и включва пет песни. Съставът на групата отново претърпява промени.
Obsidian C. намира заместници на напусналите Frost и Attila. Това са ранният барабанист на Keep of Kalession, Vyl, и бас китариста Wizziac. Заедно с авторът на текстове от Reclaim, Torstein Parelius, започват работа по нов албум. Той носи името Armada и е издаден през 2006 г. Включва десет песни. Към песента Crown of the Kings е заснет и видеоклип.

## Дискография

### Студийни записи
- Through Times of War (1997)
- Agnen: A Journey Through the Dark (1999)
- Reclaim (EP) (2003)
- Armada (2006)
- Kolossus (2008)
- Epistemology (2015)
- Katharsis (2023)

### Demo
- Skygger av Sorg (1996)

## Членове на групата

### Настоящи членове
- Obsidian C. (A.O Gronbech) – китара, синтезатор, вокали
- Wizziac – бас китара
- Vyl (Vegard Larsen) – барабани

### Предишни членове
- Attila Csihar – вокали – (Reclaim EP)
- Frost (Kjetil Haraldstad) – барабани – (Reclaim EP)
- Ghâsh – вокали – (1996 – 1999)
- Warach (Øyvind A.Winther) – бас – (1996 – 1999)
- Cernunnus (Tor-Helge Skei) – китара (само при концертни участия)
- Kesh – бас китара (само при студийни записи)